# André Breitbarth
André Breitbarth (ur. 6 kwietnia 1990 roku w Gifhorn) – niemiecki judoka występujący w kategorii powyżej 100 kg.

## Kariera
Trenować judo zaczął w wieku sześciu lat w Brunszwiku pod okiem Hugo Gansa oraz Petera Byczkowicze. Obecnie (2016 rok) trenują go Sven Loll oraz Gottfried Burucker. Jest zawodnikiem praworęcznym. Preferowaną przez niego techniką jest o-soto-gari.
W kadrze narodowej występuje od 2013 roku. Mistrz Niemiec z 2013 oraz 2014 roku. Brązowy medalista z Mistrzostw Europy w judo z 2014 roku. W 2016 uzyskał kwalifikację do Igrzysk Olimpijskich w Rio de Janeiro, gdzie odpadł w pierwszej rundzie turnieju przegrywając z Kirgizem Jurijem Krakowieckim.
Prywatnie pracuje jako stażysta w niemieckiej policji.